# 名山茶馬古道
名山茶馬古道位於四川省雅安市名山縣，文物遺址年代判定為唐至近現代。2012年7月16日公佈為第八批四川省文物保護單位。

## 簡介[2]
名山茶馬古道位於四川省雅安市名山縣境內。四川茶馬古道在名山縣境內有三條主道，其大致走向為：一是從邛崍火井進入名山境內，沿邛崍山脈西進，途經名山縣中峰鄉、建山鄉，翻越蓮花山、蒙頂山最後到達蘆山鄭西關和雅安上里；二是從蒲江飛仙閣進入名山境內，沿總崗山南下，途經名山縣馬嶺鎮、車嶺鎮、雙河鄉、永興鎮，最後到達雅安草壩水口；三是從蒲江大塘進入名山境內，沿318線西南方過境，途經名山縣茅河鄉、黑竹鎮、新店鎮、蒙陽鎮、蒙頂山鎮，翻越黑竹關、金雞關到達雅安姚橋。
三條主道形成的歷史原因，一是名山茶在茶馬互市中佔有重要地位。宋時，政府實施茶馬制度，由其茶馬司主管榷茶易馬事務。鑒於“蕃戎性嗜名山茶，日不可闕”，用名山茶博馬最受吐蕃歡迎，在宋神宗元豐四年（1081年），特詔“專以雅州名山茶為易馬用”；宋徽宗建中靖國元年（1101年）又重申神宗原詔，大觀二年（1108年）再次詔令“以名山茶易馬，不得他用。”，必須候年終馬數足，方許雜賣，並“定為永法”。二是名山縣、百丈縣（唐設明洪武廢）當時是重要產茶區，宋政和三年（1113年）名山產茶42165馱（每馱100市斤）。從宋神宗熙寧至孝宗淳熙時期，名山茶除保障在西南地區買馬場換馬外，每年運至西北地區買馬場以茶易馬的茶葉，多達二萬馱。三是在雅州、名山縣、百丈縣、滎經縣、蘆山縣等設置了五處買茶場。在黎州（漢源）、雅州（雅安）兩州以及碉門等設置了四處買馬場。從買茶場就近將茶運至買馬場，完成宋政府每年所需購買馬匹數額，因而形成了三條主道。其沿途遺存的歷史文化遺跡非常豐富，是研究茶歷史、茶馬古道和茶馬互市難得的實物資料。
現存遺址包括：百丈縣城址、大石梯古道、天目重修路道碑、茶馬司、蒙頂山古建築群、六合橋、中峰牛碾坪、雙河騎龍場萬畝茶園遺址。